# Benicarló
Benicarló là một đô thị trong tỉnh Castellón, Cộng đồng Valencia, Tây Ban Nha. Đô thị Benicarló có diện tích 47,9 km², dân số theo điều tra năm 2010 của Viện thống kê quốc gia Tây Ban Nha là 26.616 người. Đô thị Benicarló nằm ở khu vực có độ cao 21 mét trên mực nước biển.